# Caphornia colima
Caphornia colima là một loài bướm đêm trong họ Noctuidae.